# Сінкансен E5
Сінкансен E5 – японський високошвидкісний електропоїзд змінного струму з можливістю нахилу кузова для експлуатації на мережі високошвидкісних залізниць Сінкансен.
Розроблений JR East на основі експериментального Fastech 360 для лінії Тохоку-сінкансен, з березня 2016 року також експлуатується на лінії Хоккайдо-сінкансен. Для роботи на лінії Хоккайдо-сінкансен створено електропоїзд H5, який має мінімальні відмінності від E5.
Також електропоїзд обраний як основний для високошвидкісної залізниці Мумбай–Ахмедабад в Індії.